# Карла Гравина
Карла Гравина (на италиански: Carla Gravina) e италианска театрална и филмова актриса. Дебютира в киното на 15-годишна възраст. В България е известна с ролите си на Лиза от филма „Наследникът“ и на Мюриел Баткин от филма „Като бумеранг“.

## Избрана Филмография
| Година | Филм                   | Оригинално заглавие               | Роля    | Режисьор      |
| ------ | ---------------------- | --------------------------------- | ------- | ------------- |
| 1958   | Неизвестни извършители | I soliti ignoti                   |         |               |
| 1959   | Поликарпо, писаря      | Policarpo, ufficiale di scrittura | Селесте | Марио Солдати |
| 1976   | Като бумеранг          | Comme un boomerang                | Мюриел  | Жозе Джовани  |